# Robert Dover
Robert Dover, född den 7 juni 1956 i Chicago i Illinois i USA, är en amerikansk ryttare.
Han tog OS-brons i lagtävlingen i dressyr i samband med de olympiska ridsporttävlingarna 2004 i Aten.